# 湯瑪士小火車電影版 藍山礦場的祕密
《湯瑪士小火車電影版 藍山礦場的祕密》（英語：Thomas & Friends：Blue Mountain Mystery）是湯瑪士小火車的第四部動畫電影。

## 劇情簡介
原本在藍山礦場進行搬運工作的小火車派斯頓在一次意外中受損並被送去維修，因此胖總管派多多島的1號藍色小火車-湯瑪士去藍山礦場代替他進行搬運工作。

在工作中，湯瑪士無意中發現一台神秘的窄軌小火車躲藏在礦場的隧道裡，好奇的他於是決定一探究竟。

在他的努力之下，他才曉得這台神秘的小火車名叫路克，他之所以到處躲藏，是因為在很久以前，他曾和另一台黃色小火車一起從很遠的地方搭船來到多多島，黃色小火車卻因為他的關係，意外掉進布蘭達漢碼頭旁的海裡，從此消失無蹤。

自責不已的路克，因為害怕會被趕出多多島，所以在多多島上到處躲藏。

為了幫助新朋友路克，湯瑪士試圖尋找黃色小火車失蹤的真相，最後發現黃色小火車其實正是在蒸氣機廠工作的維特。

湯瑪士準備將真相告訴路克，卻被後者誤認為他洩露祕密給其他火車，而此時聽到消息的狄索正計劃向胖總管告密。

在千均一髮之際，維特抵達了現場並向大家解釋來龍去脈，最後大家和解，路克也從此不必再到處躲藏了。

## 角色

### 主演
| 演員             | 角色中文名     | 角色英文名          |
| 麥可·安傑利斯    | 旁述員         |                     |
| 馬丁．謝爾曼     | 湯瑪士         | Thomas              |
| 馬丁．謝爾曼     | 培西           | Percy               |
| 麥可·萊格        | 路克           | Luke                |
| David Bedella    | 維特           | Victor              |
| 威廉·霍普        | 艾德華         | Edward              |
| 威廉·霍普        | 托比           | Toby                |
| 威廉·霍普        | 洛奇           | Rocky               |
| 凱瑞·莎勒        | 胖總管         | Sir Topham Hatt     |
| 凱瑞·莎勒        | 亨利           | Henry               |
| 凱瑞·莎勒        | 詹姆士         | James               |
| 凱瑞·莎勒        | 凱文           | Kevin               |
| 凱瑞·莎勒        | 瘦總管         | Mr. Percival        |
| Jules De Jongh   | 艾密莉         | Emily               |
| Jules De Jongh   | 麥維斯         | Mavis               |
| Steven Kynman    | 派斯頓         | Paxton              |
| Steven Kynman    | 彼得山姆       | Peter Sam           |
| Ben Small        | 雷尼斯         | Rheneas             |
| Ben Small        | 歐文           | Owen                |
| Keith Wickham    | 史卡洛         | Skarloey            |
| Keith Wickham    | 漢德           | Sir Handle          |
| Matt Wilkinson   | 羅斯提         | Rusty               |
| Matt Wilkinson   | 梅瑞克         | Merrick             |
| Matt Wilkinson   | 溫斯頓         | Winston             |
| Teresa Gallagher | 安妮、克拉貝爾 | Annie and Clarabell |
| Glenn Wrage      | 克蘭奇         | Cranky              |
| Michael Brandon  | 狄索           | Diesel              |

## 外部連結
- 互联网电影数据库（IMDb）上《Thomas & Friends: Blue Mountain Mystery》的资料（英文）
- Box Office Mojo上《湯瑪士小火車電影版 藍山礦場的祕密》的資料（英文）
- 时光网上《湯瑪士小火車電影版_藍山礦場的祕密》的資料（简体中文）
- 開眼電影網上《湯瑪士小火車電影版_藍山礦場的祕密》的資料（繁體中文）